# Johann Georg Tralles
Johann Georg Tralles (Amburgo, 15 ottobre 1763 – Londra, 19 novembre 1822) è stato un matematico e fisico tedesco.

## Biografia
Johann Georg Tralles intraprese gli studi universitari presso l'Università Georg-August di Gottinga a partire dal 1783. Divenne professore presso l'Università di Berna nel 1785, e successivamente professore di matematica presso l'Università Humboldt di Berlino. 
Nel 1798 fu il rappresentante della Svizzera nel comitato pesi e misure per al definizione del sistema metrico. Dal 1803 al 1805 collaborò alla stesura della mappa topografica del Cantone di Berna.
Il 2 luglio 1819 scoprì, a Berlino, la Grande Cometa del 1819, denominata C/1819 N1 o cometa Tralles a lui intitolata.
Inventò un particolare densimetro per la misura della quantità di alcol in un liquido.
A Johann Georg Tralles la UAI ha intitolato il cratere lunare Tralles